# JFK (阪神タイガース)
JFKとは第1次岡田彰布監督時代の阪神タイガースにおける、ジェフ・ウィリアムス（J）、藤川球児（F）、久保田智之（K）の3人のリリーフ投手の組み合わせを指す用語である。
2005年シーズンより、左投手のウィリアムス、右投手の藤川・久保田がセットでリリーフ起用されるようになったことで、阪神は試合中盤までに先行し、残り数イニングをこの3投手の継投で逃げ切るという勝ちパターンを作り上げ、試合終盤に「相手に諦めさせる展開」が持ち味の投手起用法とも言う。

## 命名の由来
2005年7月18日の対横浜ベイスターズ戦で、阪神が藤川→ウィリアムス→久保田の継投で零封勝ちすると、翌日の『日刊スポーツ』紙には見出しに「JFK」の文字が登場した。この記事を書いた記者はかねてから「ウィリアムス (Jeff Williams)・藤川 (Fujikawa)・久保田 (Kubota) の頭文字をつなげるとジョン・F・ケネディと同じになる」ことに気がついており、3人を継投した試合に限ると阪神の連勝が17になったのを機に「JFK」の名称を使ったという。ただし、これ以前に阪神公式サイトの掲示板でこの3投手にニックネームをつけるスレッドが立ち上がっており、その中に「JFK」という案も出ていた。
「JFK」のネーミングはすぐに広まったわけではなく、同年の読売ジャイアンツ対阪神戦（東京ドーム）の中継内で、解説を担当していた原辰徳が、当時存在していた銀行名と混同し「UFJ」と言い間違える一幕もあった。これは後に『ザ・サンデー』や『スポんちゅ』などのテレビ番組でも取り上げられた。

## 歴史

### 全盛期
この呼称が生まれた2005年に阪神はリーグ優勝したが、6回までにリードしている場合の勝率は9割を越えていた（JFKの3人が揃って登板した場合の勝率は8割越え）。スポーツジャーナリストの二宮清純はこれを評して「JFKの誕生は球界の革命である」と述べた。この年の藤川は当時のシーズン最多記録となる80試合に登板し、さらにウィリアムスも75試合に登板したことで、同一チームで複数の投手が70試合以上の登板を記録するという史上初の事例が生まれた。また久保田も68試合に登板し、リーグ優勝を決めた9月29日の巨人戦では胴上げ投手にもなった。8月17日の対横浜戦（大阪ドーム）では3人揃ってのヒーローインタビューも実現した。
JFKを初めとする投手陣の躍進により、2005年のチーム奪三振数は1,208を抑え、2003年に福岡ダイエーホークスが達成した日本記録1,126個を大きく上回った。これは2010年に福岡ソフトバンクホークスが1,244で更新するまで日本プロ野球記録であった。
2006年シーズン、ウィリアムスはキャンプ中に左ひざ手術のため開幕離脱、久保田は交流戦終了後に右手骨折の怪我をして離脱したため、JFKの登場は数試合に限られ、優勝を逃した一因となった。
2007年は3人揃って大きな怪我や調整遅れもなく開幕を迎えることができ、開幕2戦目の3月31日の対広島東洋カープ戦で早速3人のリレーにより逃げ切り勝ちに成功し、3人揃ってのヒーローインタビューも実現した。しかし順番はこれまでの藤川→ウィリアムス→久保田ではなく、久保田と藤川が入れ替わり藤川が最後を締める形に変わった。この年、久保田は藤川の保持していたシーズン最多登板記録を大幅に塗り替える90試合に登板、藤川も71試合に登板するとともに岩瀬仁紀が持っていたシーズン最多セーブ記録に並ぶ46セーブを記録。2005年に続き、同一チームで複数の投手が70試合以上登板するという2度目の事例が発生した。そしてウィリアムスは2度目のシーズン40ホールドポイントをマークし、史上初となる通算100ホールドポイントを達成した。
2008年シーズン終了時で3人全員がシーズン75試合以上の登板、40ホールドポイントを経験しており、かつ抑えとして25セーブ以上をマークしている。当時東北楽天ゴールデンイーグルスの監督だった野村克也は「阪神のやっていることはある意味、野球の神髄。近代野球の新しいスタイルだね」「野球はいつから6イニング制になったんだ？」とコメントしている

### JFKの登板増加
JFKが確立された2005年以降、岡田監督は「6回までに僅差でリードしたらJFK」を勝ちゲームの基本方針としていたが、その一方で完投能力の乏しい先発投手は6回までに降板することが多くなった。2005年に最多勝を獲得した下柳剛も規定投球回未到達であった。
このことは、2006年までは井川慶や安藤優也、福原忍と比較的完投能力のある先発が揃っていたため、特に大きな問題にはならなかったが、この年オフに井川がニューヨーク・ヤンキースに移籍、さらに2007年の開幕前に安藤と福原が共に故障したことで、チームはシーズンのスタートから深刻な先発不足に陥った。
岡田はこれに対し前年まで以上にJFKを多く起用する采配を取り、チームが夏場に10連勝した際には藤川がその全試合に登板するなどJFKがフル回転した。一時は巨人との12ゲーム差を引っくり返して首位に立ったが、その直後からJFKが調子を落とし失点を許す場面が目立つようになり、最終的には優勝を逃す結果となった。中日ドラゴンズとのクライマックスシリーズ第1ステージでも、結局藤川を使う機会すらなく敗退した。
2007年の阪神投手陣は、チーム防御率が3.56でリーグトップであったが、リリーフの防御率が2.45（リーグ1位）なのに対し、先発の防御率は4.45（リーグ最下位）であった。規定投球回に到達した投手は1人もなく、久保田に至っては全てリリーフでの登板であったにもかかわらず投球回数は下柳に次いでチーム2位であった。また藤川とウィリアムスは前述のように9月以降に失点を許す場面が目立った。2人の防御率は8月までの藤川0.70, ウィリアムス0.16に対し、9月以降の期間はそれぞれ4.82, 5.40であり、最終的には1.63, 0.96となった。
規定投球回到達者なしのチームが出たのは2003年のオリックス・ブルーウェーブ以来4年ぶりであったが、この年のオリックスがチーム防御率が史上最悪の5.95と投手陣が完全に崩壊したのに対し、阪神はチーム防御率がリーグトップであるにもかかわらずこの記録が生まれた。
2008年は安藤の復活、岩田稔の台頭こそあったものの、JFKをはじめとするリリーフを中心とする投手陣編成は変わらなかった。しかしリリーフ陣に前年ほどの安定感はなく、特にウィリアムスと久保田の不調、さらに北京五輪で主力選手を欠いて打撃陣が不調に陥ったことも重なり優勝を逃す結果となった。

### 終焉
2009年、真弓明信新監督の意向や本人の希望もあって久保田が再び先発に回り、リリーフトリオとしてのJFKを離脱。藤川は引き続きこの年も抑えとして投げ続け安定した成績を残したが、JFKの中では最年長でリーダー格だったウィリアムスは故障により成績が低迷、手術を受けるも治療に時間がかかるとしてオフに退団した。
久保田は翌2010年にリリーフに戻ったが、復帰を目指してリハビリを続けていたウィリアムスは2011年シーズンを前に現役続行を断念し、引退を発表。これによりJFKはその歴史に幕を下ろした。その後、久保田も2014年シーズン限りでの引退を発表した。藤川は2012年シーズン終了後にFA権を行使し、大リーグや独立リーグの四国アイランドリーグplusへの移籍を経て、2016年シーズンから再び阪神に在籍し、2020年まで現役を続けた。

## 同時期の阪神救援投手
JFK以外で2005年の優勝に貢献したリリーフ、桟原将司 (Sajikihara)・橋本健太郎 (Hashimoto)・江草仁貴 (Egusa) の3人は、ウィリアムスによってSHEと名付けられた。この年のSHEは、JFKや千葉ロッテマリーンズのYFKに勝るとも劣らない大活躍を見せた。
SHEの3人が揃って稼働できたのは2005年のみであったが、桟原・橋本に代わって渡辺亮、ダーウィン・クビアンらもJFKへの繋ぎ役として活躍した。2008年はスコット・アッチソンや渡辺がJFKに並ぶ存在として頭角をあらわしており、久保田が不調に陥ったり故障離脱した際には、渡辺 (Watanabe)・ウィリアムス・藤川という「WWF」のリレーや、ウィリアムス (Jeff Williams)・アッチソン (Atchison)・藤川の「JAF」という継投になったこともある。

## 通算成績
- JFKと命名された2005年シーズン以降の成績。それ以前の年度及び詳細な成績は各選手の記事を参照。
- 表中の太字はリーグ最多数字

| 年度 | 選手         | 登板 | 勝利 | 敗戦 | セーブ | HP  | 打者 | 投球回  | 被本 塁打 | 与四球 | 与死球 | 奪三振 | 失点 | 自責点 | 防御率 | 奪三振率 |
| ---- | ------------ | ---- | ---- | ---- | ------ | --- | ---- | ------- | --------- | ------ | ------ | ------ | ---- | ------ | ------ | -------- |
| 2005 | ウィリアムス | 75   | 3    | 3    | 0      | 40  | 311  | 076 2/3 | 4         | 24     | 2      | 90     | 20   | 18     | 2.11   | 10.57    |
| 2005 | 藤川         | 80   | 7    | 1    | 1      | 53  | 349  | 092 1/3 | 5         | 20     | 1      | 139    | 20   | 14     | 1.36   | 13.55    |
| 2005 | 久保田       | 68   | 5    | 4    | 27     | 8   | 330  | 080 2/3 | 8         | 15     | 2      | 97     | 20   | 19     | 2.12   | 10.82    |
| 2005 | JFK計        | 223  | 15   | 8    | 28     | 101 | 990  | 249 2/3 | 17        | 59     | 5      | 326    | 60   | 51     | 1.84   | 11.75    |
| 2006 | ウィリアムス | 47   | 3    | 2    | 3      | 29  | 195  | 047 1/3 | 1         | 15     | 4      | 49     | 11   | 10     | 1.90   | 9.32     |
| 2006 | 藤川         | 63   | 5    | 0    | 17     | 35  | 306  | 079 1/3 | 3         | 22     | 0      | 122    | 6    | 6      | 0.68   | 13.84    |
| 2006 | 久保田       | 47   | 5    | 7    | 16     | 7   | 221  | 050     | 4         | 19     | 1      | 57     | 26   | 22     | 3.96   | 10.26    |
| 2006 | JFK計        | 157  | 13   | 9    | 36     | 71  | 722  | 176 2/3 | 8         | 56     | 5      | 228    | 43   | 38     | 1.94   | 11.62    |
| 2007 | ウィリアムス | 60   | 1    | 2    | 0      | 43  | 247  | 065 1/3 | 2         | 16     | 0      | 66     | 9    | 7      | 0.96   | 9.09     |
| 2007 | 藤川         | 71   | 5    | 5    | 46     | 11  | 313  | 083     | 2         | 18     | 1      | 115    | 15   | 15     | 1.63   | 12.47    |
| 2007 | 久保田       | 90   | 9    | 3    | 0      | 55  | 448  | 108     | 6         | 32     | 0      | 101    | 26   | 21     | 1.75   | 8.42     |
| 2007 | JFK計        | 221  | 15   | 10   | 46     | 109 | 1008 | 256 1/3 | 10        | 66     | 1      | 282    | 50   | 43     | 1.51   | 9.90     |
| 2008 | ウィリアムス | 55   | 5    | 4    | 5      | 30  | 236  | 055 1/3 | 3         | 15     | 2      | 65     | 21   | 19     | 3.09   | 10.62    |
| 2008 | 藤川         | 63   | 8    | 1    | 38     | 13  | 249  | 067 2/3 | 2         | 13     | 3      | 90     | 6    | 5      | 0.67   | 12.05    |
| 2008 | 久保田       | 69   | 6    | 3    | 0      | 37  | 373  | 085 1/3 | 8         | 34     | 2      | 75     | 34   | 30     | 3.16   | 7.93     |
| 2008 | JFK計        | 187  | 19   | 8    | 43     | 80  | 858  | 208 1/3 | 13        | 62     | 7      | 230    | 61   | 54     | 2.33   | 9.94     |

## 他球団への波及
JFKの登場後、JFK同様にリリーフ投手陣の頭文字を取ることがメディアで流行した。
- 千葉ロッテマリーンズ（2005 - 2007年）：薮田安彦 (Yabuta)・藤田宗一 (Fujita)・小林雅英 (Kobayashi) の3人で「YFK」。2008年に藤田が巨人へ、薮田と小林がメジャーへ移籍したことで解消したが、2010年は復帰した薮田安彦 (Yabuta)・古谷拓哉 (Furuya)・小林宏 (Kobayashi) の3人がこの呼称を受け継いだ。
- オリックス・バファローズ（2005年）：菊地原毅 (Kikuchihara)・加藤大輔 (Katoh)・大久保勝信 (Ohkubo) の3人で「KKO」。
- 横浜ベイスターズ（2006年）：木塚敦志 (Kizuka)・川村丈夫 (Kawamura)・加藤武治 (Katoh)・マーク・クルーン (Kroon) の4人で「クアトロK」。
- 北海道日本ハムファイターズ（2006年）：武田久 (Hisashi)・And・マイケル中村 (Michael) の2人で、親会社に引っかけて「HAMの方程式」。またはTakedaのTをとり、岡島秀樹 (Okajima) を加えTOMとも言われた。さらに、岡島ではなく伊藤剛 (Itoh) を加えたTIMというバージョンもあった。
- 読売ジャイアンツ（2006年）：久保裕也 (Kubo)・林昌範 (Hayashi)・豊田清 (Toyoda) の3人で「KHT」。翌2007年は豊田清 (Toyoda)・会田有志 (Aida)・林昌範 (Hayashi)・上原浩治 (Uehara) の4人で「TAHU」（タフ）と呼ばれた。
- 福岡ソフトバンクホークス（2009年）：攝津正 (Settsu)・ブライアン・ファルケンボーグ (Brian)・馬原孝浩 (Mahara) の3人で「SBM」。 ソフトバンクモバイルの略称にちなんでいる。
- 福岡ソフトバンクホークス（2010年）：前年度の3人に甲藤啓介 (Katto) が加わり「KSBM」。また、甲藤の背番号が48であることからAKB48にかけて「SBM48」とも。
- 中日ドラゴンズ（2010年）：髙橋聡文（Takahasi）・浅尾拓也（Asao）・岩瀬仁紀（Iwase）の3人から「TAI」。
- オリックス・バファローズ（2010年）：同年オリックスの監督に就任した岡田彰布がつくった新方程式。ジョン・レスター（Jon Leicester）平野佳寿（Hirano）岸田護（Kishida）の3人から「JHK」[4]。
- オリックス・バファローズ（2012年）：中山慎也（Nakayama）平野佳寿（Hirano）岸田護（Kishida）の3人から「NHK」。
- 読売ジャイアンツ（2012年）：スコット・マシソン、山口鉄也、西村健太朗の3人から「スコット鉄太朗」と呼ばれることがある。
- 埼玉西武ライオンズ（2015年）：武隈祥太（Takekuma）、増田達至（Tatsushi）、髙橋朋己（Tomomi）の３人で「TTT」。
- 東京ヤクルトスワローズ（2015年）：オーランド・ロマン（Roman）、ローガン・オンドルセク（Ondrusek）、トニー・バーネット（Barnette）の３人で「ROB」。また、これに秋吉亮の背番号を加えて「14ROB」。
- 阪神タイガース（2017年）：マルコス・マテオ（Mateo）、桑原謙太朗（Kuwahara）、ラファエル・ドリス（Dolis）の３人で「MKD」（マクド）。
- 読売ジャイアンツ（2018年）：上原浩治（Uehara）、澤村拓一（Sawamura）orスコット・マシソン（Scott）、アルキメデス・カミネロ（Archimedes）の４人で「USA」。
- 中日ドラゴンス（2020年）：祖父江大輔、福敬登、ライデル・マルティネスの3人から「大福マル」と呼ばれることがある。
- オリックス・バファローズ（2022年）：宇田川優希（Udagawa）、山﨑颯一郎（Soishiro）、ジェイコブ・ワゲスパック（Jacob）の３人で「 USJ」。また、ワゲスパックではなく阿部翔太 (Abe) を加えた（USA）というバージョンもあった。
- 読売ジャイアンツ（2025年）：中川皓太（Nakagawa）、大勢（Taisei）、ライデル・マルティネス（Raidel）の３人で「NTR」。
- 福岡ソフトバンクホークス（）：藤井皓哉、松本裕樹、杉山一樹の３人で「藤松杉」もしくは「樹木トリオ」。